# Istanbul Open 2015
Istanbul Open 2015, oficiálním názvem TEB BNP Paribas Istanbul Open 2015, byl tenisový turnaj pořádaný jako součást mužského okruhu ATP World Tour, který se hrál v areálu Koza World of Sports Arena na otevřených antukových dvorcích. Konal se mezi 27. dubnem až 3. květnem 2015 v turecké metropoli Istanbulu jako 1. ročník obnoveného turnaje.
Turnaj s rozpočtem 439 405 eur patřil do kategorie ATP World Tour 250. Nejvýše nasazeným hráčem ve dvouhře se stal druhý tenista světa Roger Federer ze Švýcarska, který potvrdil roli favorita a turnaj vyhrál. Soutěž čtyřhry ovládl moldavsko-srbský pár Radu Albot a Dušan Lajović.

## Rozdělení bodů a finančních odměn

### Rozdělení bodů
| Soutěž       | vítězové | finalisté | semifinalisté | čtvrtfinalisté | 16 v kole | 32 v kole | Q  | Q3 | Q2 | Q1 |
| ------------ | -------- | --------- | ------------- | -------------- | --------- | --------- | -- | -- | -- | -- |
| dvouhra mužů | 250      | 150       | 90            | 45             | 20        | 0         | 12 | 6  | 0  | 0  |
| čtyřhra mužů | 250      | 150       | 90            | 45             | 0         |           |    |    |    |    |

### Finanční odměny
| Soutěž                              | vítězové | finalisté | semifinalisté | čtvrtfinalisté | 16 v kole | 32 v kole | Q3   | Q2   | Q1 |
| dvouhra                             | €80 000  | €42 100   | €22 800       | €12 990        | €7 655    | €4 535    | €730 | €350 | —  |
| čtyřhra                             | €24 280  | €12 760   | €6 920        | €3 960         | €2 320    | —         | —    | —    | —  |
| částka ve čtyřhře je uvedena na pár |          |           |               |                |           |           |      |      |    |

## Mužská dvouhra

### Nasazení
| Stát                          | Hráč                  | ATP | Nasazení |
| ----------------------------- | --------------------- | --- | -------- |
| Švýcarsko                     | Roger Federer         | 2.  | 1.       |
| Bulharsko                     | Grigor Dimitrov       | 11. | 2.       |
| Uruguay                       | Pablo Cuevas          | 23. | 3.       |
| Kolumbie                      | Santiago Giraldo      | 31. | 4.       |
| Rakousko                      | Andreas Haider-Maurer | 47. | 5.       |
| Kazachstán                    | Michail Kukuškin      | 54  | 6        |
| Rusko                         | Michail Južnyj        | 57. | 7.       |
| Argentina                     | Diego Schwartzman     | 61. | 8.       |
| Žebříček ATP k 20. dubnu 2015 |                       |     |          |

### Jiné formy účasti
Následující hráči obdrželi divokou kartu do hlavní soutěže:
- Nikoloz Basilašvili
- Cem İlkel
- Andrej Rubljov

Následující hráči postoupili z kvalifikace:
- Teimuraz Gabašvili
- Blaž Kavčič
- Thanasi Kokkinakis
- Olexandr Nedovjesov

### Odhlášení
před zahájením turnaje
- Paolo Lorenzi → nahradil jej Ivan Dodig
- Juan Mónaco → nahradil jej Daniel Gimeno Traver

### Skrečování
- Steve Darcis

## Mužská čtyřhra

### Nasazení
| Stát                                                                                    | Hráč             | Stát        | Hráč           | ATP  | Nasazení |
| --------------------------------------------------------------------------------------- | ---------------- | ----------- | -------------- | ---- | -------- |
| Švédsko                                                                                 | Robert Lindstedt | Rakousko    | Jürgen Melzer  | 69.  | 1.       |
| Rakousko                                                                                | Oliver Marach    | Rakousko    | Philipp Oswald | 98.  | 2.       |
| Austrálie                                                                               | Chris Guccione   | Brazílie    | André Sá       | 100. | 3.       |
| Chorvatsko                                                                              | Mate Pavić       | Nový Zéland | Michael Venus  | 124. | 4.       |
| Žebříček ATP k 20. dubnu 2015; číslo je součtem žebříčkového postavení obou členů páru. |                  |             |                |      |          |

### Jiné formy účasti
Následující páry obdržely divokou kartu do hlavní soutěže:
- Tuna Altuna /  Nikoloz Basilašvili
- Marsel İlhan /  Cem İlkel

´
Následující pár nastoupil z pozice náhradníka:
- Fedor Červjakov /  Mark Fynn

### Odhlášení
před zahájením turnaje
- Steve Darcis

## Přehled finále

### Mužská dvouhra
- Roger Federer vs.  Pablo Cuevas, 6–3, 7–6(13–11)

### Mužská čtyřhra
- Radu Albot /  Dušan Lajović vs.  Robert Lindstedt /  Jürgen Melzer, 6–4, 7–6(7–2)